# Độ pH của đất

Sự thay đổi toàn cầu về pH đất. Đỏ = đất chua. Vàng = đất trung tính. Màu xanh = đất kiềm. Đen = không có dữ liệu.

Độ pH của đất là thước đo độ axit hoặc tính base (độ kiềm) của đất. pH được định nghĩa là logarit âm (cơ sở  10) hoạt động của các ion hydronium (H+
 </br> hay chính xác hơn là H
3O+
aq </br> H
3O+
aq </br> H
3O+
aq) trong một dung dịch. Trong đất, nó được đo trong bùn đất trộn với nước (hoặc dung dịch muối, chẳng hạn như 0,01 M CaCl
2 </br> CaCl
2) và thường rơi vào khoảng từ 3 đến 10, với 7 là trung tính. Đất chua có độ pH dưới 7 và đất kiềm có độ pH trên 7. Đất siêu axit (pH <3,5) và đất kiềm rất mạnh (pH> 9) là rất hiếm.
Độ pH của đất được coi là một biến số chính trong đất vì nó ảnh hưởng đến nhiều quá trình hóa học. Nó đặc biệt ảnh hưởng đến lượng dinh dưỡng thực vật bằng cách kiểm soát các dạng hóa học của các chất dinh dưỡng khác nhau và ảnh hưởng đến các phản ứng hóa học mà chúng trải qua. Phạm vi pH tối ưu cho hầu hết các cây trồng là từ 5,5 đến 7,5; tuy nhiên, nhiều loại cây trồng đã thích nghi để phát triển mạnh ở độ pH nằm ngoài phạm vi này.

## Phân loại phạm vi pH đất
Bộ Nông nghiệp Hoa Kỳ - Dịch vụ bảo tồn tài nguyên thiên nhiên đã phân loại phạm vi pH đất như sau:
| Tên                   | Phạm vi pH |
| --------------------- | ---------- |
| Có tính axit cực cao  | <3,5       |
| Có tính axit cực cao  | 3,5–4,4    |
| Có tính axit rất mạnh | 4,5–5,0    |
| Có tính axit mạnh     | 5,1–5,5    |
| Có tính axit vừa phải | 5,6–6,0    |
| Có tính axit nhẹ      | 6,1–6,5    |
| Trung tính            | 6,6–7,3    |
| Hơi kiềm              | 7,4–7,8    |
| Có tính kiềm vừa phải | 7,9–8,4    |
| Có tính kiềm mạnh     | 8,5–9,0    |
| Có tính kiềm rất mạnh | > 9.0      |

## Xác định pH
Các phương pháp xác định pH bao gồm:
- Quan sát hồ sơ đất: Một số đặc điểm hồ sơ nhất định có thể là các chỉ số về điều kiện axit, mặn hoặc nước ngọt. Ví dụ là:[4]
  - Sự kết hợp kém của lớp bề mặt hữu cơ với lớp khoáng bên dưới - điều này có thể chỉ ra các loại đất có tính axit mạnh;
  - Trình tự chân trời podzol cổ điển, vì podzol có tính axit mạnh: trong các loại đất này, một chân trời eluvial (E) nhợt nhạt nằm dưới lớp bề mặt hữu cơ và phủ lên một chân trời B tối;
  - Sự hiện diện của một lớp caliche cho thấy sự hiện diện của calci cacbonat, có trong điều kiện kiềm;
  - Cấu trúc cột có thể là một chỉ số của điều kiện sodic.
- Quan sát hệ thực vật chiếm ưu thế. Các loài thực vật calcifuge (những loài thích đất chua) bao gồm Erica, Rhododendron và gần như tất cả các loài Ericaceae khác, nhiều loài bạch dương (Betula), foxglove (Digitalis), gorse (Ulex spp.) Và Scots Pine (Pinus sylvestris). Cây calcicole (vôi yêu) bao gồm cây tro (Fraxinus spp.), Cây kim ngân (Lonicera), Buddleja, dogwoods (Cornus spp.), Lilac (Syringa) và loài Clematis.
- Sử dụng bộ dụng cụ kiểm tra pH rẻ tiền, trong đó trong một mẫu đất nhỏ được trộn với dung dịch chỉ thị làm thay đổi màu theo độ axit.
- Sử dụng giấy quỳ. Một mẫu đất nhỏ được trộn với nước cất, trong đó một dải giấy quỳ được chèn vào. Nếu đất có tính axit, giấy sẽ chuyển sang màu đỏ, nếu cơ bản, màu xanh [5].
- Sử dụng máy đo pH điện tử có bán trên thị trường, trong đó điện cực ở trạng thái rắn hoặc thủy tinh được đưa vào đất ẩm hoặc hỗn hợp (huyền phù) đất và nước; độ pH thường được đọc trên màn hình hiển thị kỹ thuật số.
- Gần đây, các phương pháp đo quang phổ đã được phát triển để đo pH đất liên quan đến việc bổ sung thuốc nhuộm chỉ thị vào chiết xuất đất.[6] Chúng so sánh tốt với các phép đo điện cực thủy tinh nhưng cung cấp các lợi thế đáng kể như thiếu trôi, mối nối lỏng và hiệu ứng treo.

Các lần đo chính xác, lặp lại của pH đất là cần thiết cho nghiên cứu khoa học và giám sát. Điều này thường đòi hỏi phân tích phòng thí nghiệm bằng cách sử dụng một giao thức chuẩn; một ví dụ về giao thức như vậy là trong Hướng dẫn phương pháp thí nghiệm đất và phòng thí nghiệm của USDA. Trong tài liệu này, giao thức ba trang để đo pH đất bao gồm các phần sau: Ứng dụng; Tóm tắt phương pháp; Các cuộc họp; An toàn; Trang thiết bị; Thuốc thử; và Thủ tục:

Tóm tắt phương pháp; Sự giao thoa; Sự an toàn; Trang thiết bị; Thuốc thử; và Thủ tục. 
Tóm tắt phương pháp
Độ pH được đo trong dung dịch đất-nước (1: 1) và đất-muối (1: 2 {\displaystyle {\ce {CaCl2}}}). Để thuận tiện, ban đầu đo pH trong nước và sau đó đo trong {\displaystyle {\ce {CaCl2}}}. Với việc bổ sung một thể tích bằng nhau của 0,02 M {\displaystyle {\ce {CaCl2}}} vào huyền phù đất đã được chuẩn bị cho pH của nước, tỷ lệ đất-dung dịch cuối cùng là 1: 2 0,01 M {\displaystyle {\ce {CaCl2}}} .

20 g mẫu đất được trộn với 20 mL nước thẩm thấu ngược (RO) (1: 1 w: v) và thỉnh thoảng khuấy. Để yên mẫu trong 1 h và thỉnh thoảng khuấy. Mẫu được khuấy trong 30 s, và đo pH nước 1: 1. Thêm 0,02 M {\displaystyle {\ce {CaCl2}}} (20 mL) vào huyền phù đất, khuấy mẫu và đo pH 1: 2 0,01 M {\displaystyle {\ce {CaCl2}}} (4C1a2a2).
 — Tóm tắt về phương pháp USDA NRCS để xác định độ pH của đất 

## Các yếu tố ảnh hưởng đến pH đất
Độ pH của đất tự nhiên phụ thuộc vào thành phần khoáng chất của vật liệu gốc của đất và các phản ứng phong hóa trải qua vật liệu gốc đó. Trong môi trường ấm áp, ẩm ướt, quá trình axit hóa đất xảy ra theo thời gian do các sản phẩm của thời tiết bị rò rỉ bởi nước di chuyển ngang hoặc xuống dưới đất. Tuy nhiên, ở vùng khí hậu khô, thời tiết đất và nước rỉ rác ít dữ dội hơn và độ pH của đất thường trung tính hoặc kiềm.

### Lượng dinh dưỡng sẵn có liên quan đến pH đất

Lượng dinh dưỡng sẵn có liên quan đến pH đất